# 바보엉아
바보엉아는 SBS 개그 프로그램 웃음을 찾는 사람들 출신 개그맨인 이융성, 안시우가 운영하고 있는 채널이다. 안시우가 운영하고 있는 딩굴딩굴의 "바보가 햄버거 먹을때"가 이 채널의 최초이다.